# (2202) Пеле
(2202) Пеле (лат. Pele) — небольшой околоземный астероид из группы Амура (III), который характеризуется значительным эксцентриситетом (0,51). Он был открыт 7 сентября 1972 года американским астрономом Арнольдом Клемола в Ликской обсерватории, на горе Гамильтон в Калифорнии (США) и назван в честь Пеле, гавайской богини огня.

Орбита астероида Пеле и его положение в Солнечной системе
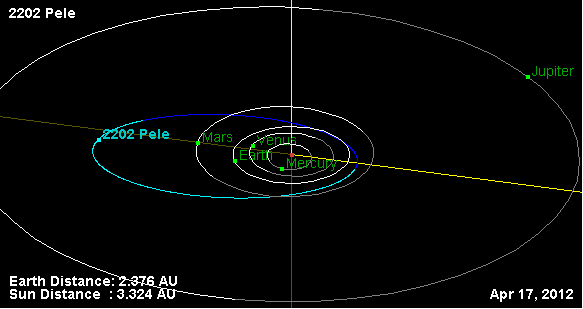
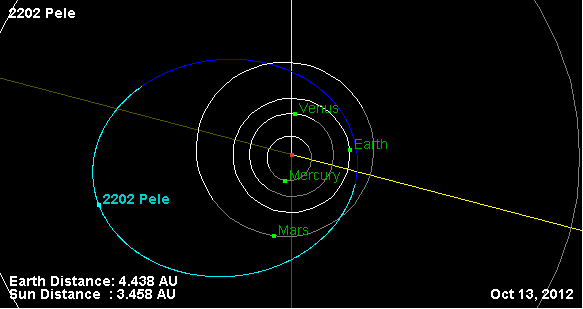